# Shangrenade
Shangrenade je šesté sólové studiové album amerického kytaristy Harveyho Mandela. Vydalo jej v roce 1973 hudební vydavatelství Janus Records. Spolu s Mandelem byl jeho producentem Skip Taylor. Na původní gramofonové desce se nachází celkem osm písní (první čtyři na první straně, zbylé na druhé).

## Seznam skladeb
| Pořadí | Název                  | Autor                           | Délka |
| ------ | ---------------------- | ------------------------------- | ----- |
| 1.     | What the Funk          | Victor Conte                    | 3:03  |
| 2.     | Fish Walk              | Conte                           | 4:49  |
| 3.     | Sugarloaf              | Harvey Mandel                   | 4:13  |
| 4.     | Midnight Sun           | Mandel                          | 3:39  |
| 5.     | Million Dollar Feeling | Coleman Head                    | 3:29  |
| 6.     | Green Apple Quickstep  | Mandel                          | 3:07  |
| 7.     | Frenzy                 | Mandel, Head, Conte, Paul Lagos | 4:29  |
| 8.     | Shangrenade            | Mandel                          | 4:14  |

## Obsazení
- Harvey Mandel – sólová kytara
- Coleman Head – rytmická kytara
- Freddie Roulette – steel kytara
- Victor Conte – baskytara
- Paul Lagos – bicí
- Bobby Lyle – klavír, clavinet
- Bobby Notkoff – housle
- Don „Sugarcane“ Harris – elektrické housle